# Długonosowate
Długonosowate (Mastacembelidae) – rodzina słodkowodnych ryb z rzędu szczelinokształtnych (Synbranchiformes).

## Występowanie poszczególnych gatunków
- Mastacembelus polli – występuje jako endemit w jeziorze Tanganika[2].
- Mastacembelus mastacembelus – gatunek długonosowatych występujący w Azji[3].
- Gatunki z rodzaju macrognathusMacrognathus (np. Macrognathus siamensis, zwany  długonosem ciernistym) zamieszkują w tajskie rzeki[4].

## Klasyfikacja
Rodzaje zaliczane do tej rodziny:
- Macrognathus
- Mastacembelus
- Sinobdella
- Aethiomastacembelus
- Caecomastacembelus

## Znaczenie
Niektóre gatunki długonosowatych są popularne w akwarystyce. Są to Mastacembelus armatus, Macrognathus siamensis i Macrognathus panacalus.